# Красятичи
Крася́тичи (укр. Красятичі) — посёлок (село до 10 апреля 2006), с 10 июля 1996 года по 17 июля 2020 — административный центр Полесского района Киевской области Украины. Входит в Вышгородский район , Киевской области

## Население
На 1 января 2013 года численность населения составляла 659 человек.

### Языковой состав
Родной язык населения по данным переписи 2001 года:
| Язык       | Численность, чел. | Доля     |
| ---------- | ----------------- | -------- |
| Украинский | 730               | 97,59 %  |
| Русский    | 16                | 2,14 %   |
| Другие     | 2                 | 0,27 %   |
| Итого      | 748               | 100,00 % |

## Объекты
Есть православная церковь.

## Местный совет
07053, Киевская обл., Полесский р-н, пгт Красятичи, ул. Октябрьская, 84.